# Тешна (Кошна)
Тешна (рум. Teșna) насеље је у Румунији у округу Сучава у општини Кошна. Oпштина се налази на надморској висини од 871 m.

## Становништво
Према подацима из 2002. године у насељу је живело 395 становника, од којих су сви румунске националности.